# Winter Banana

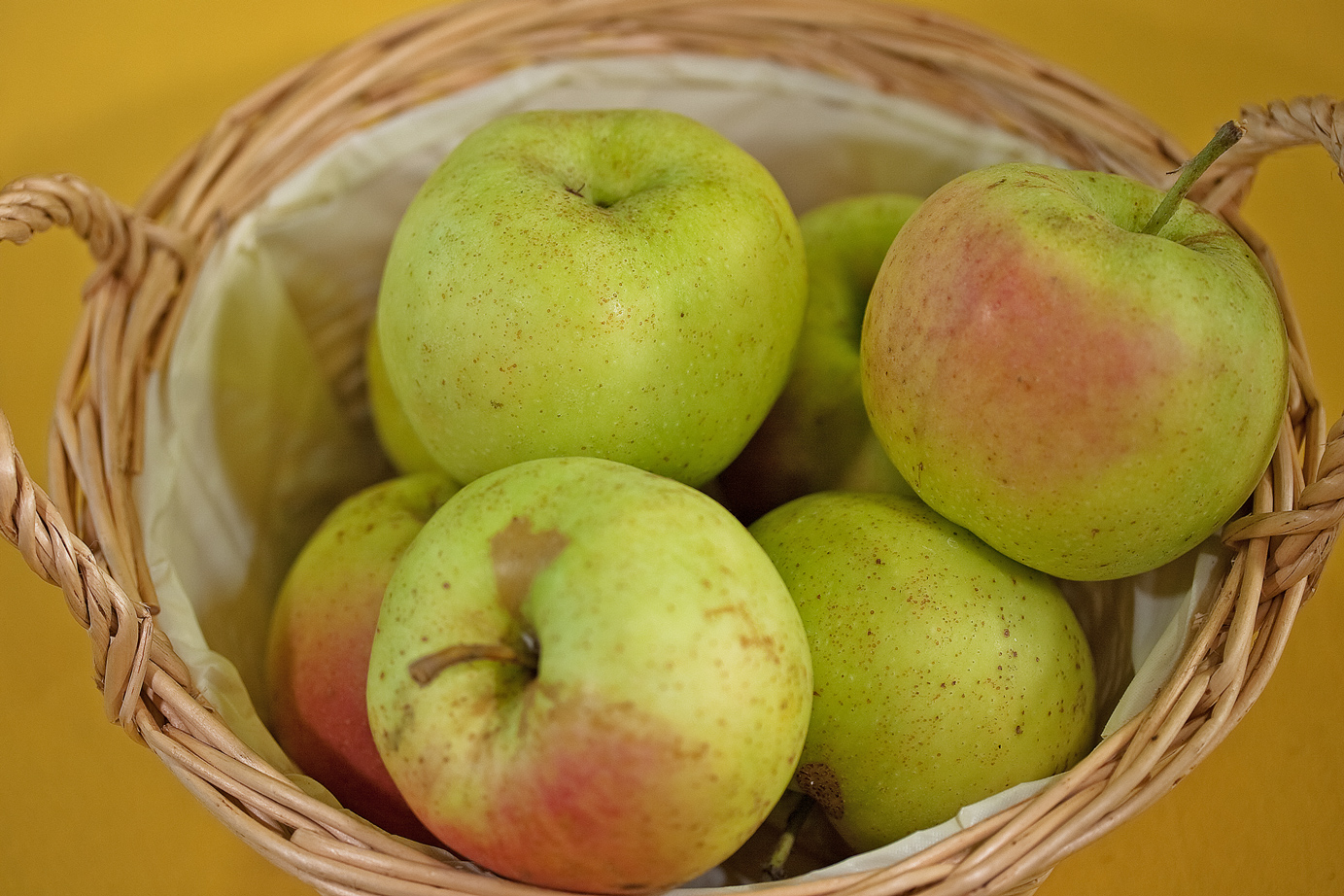
Pommes Winter Banana

Winter Banana est le nom d'un cultivar de pommier domestique et par extension celui de son fruit.

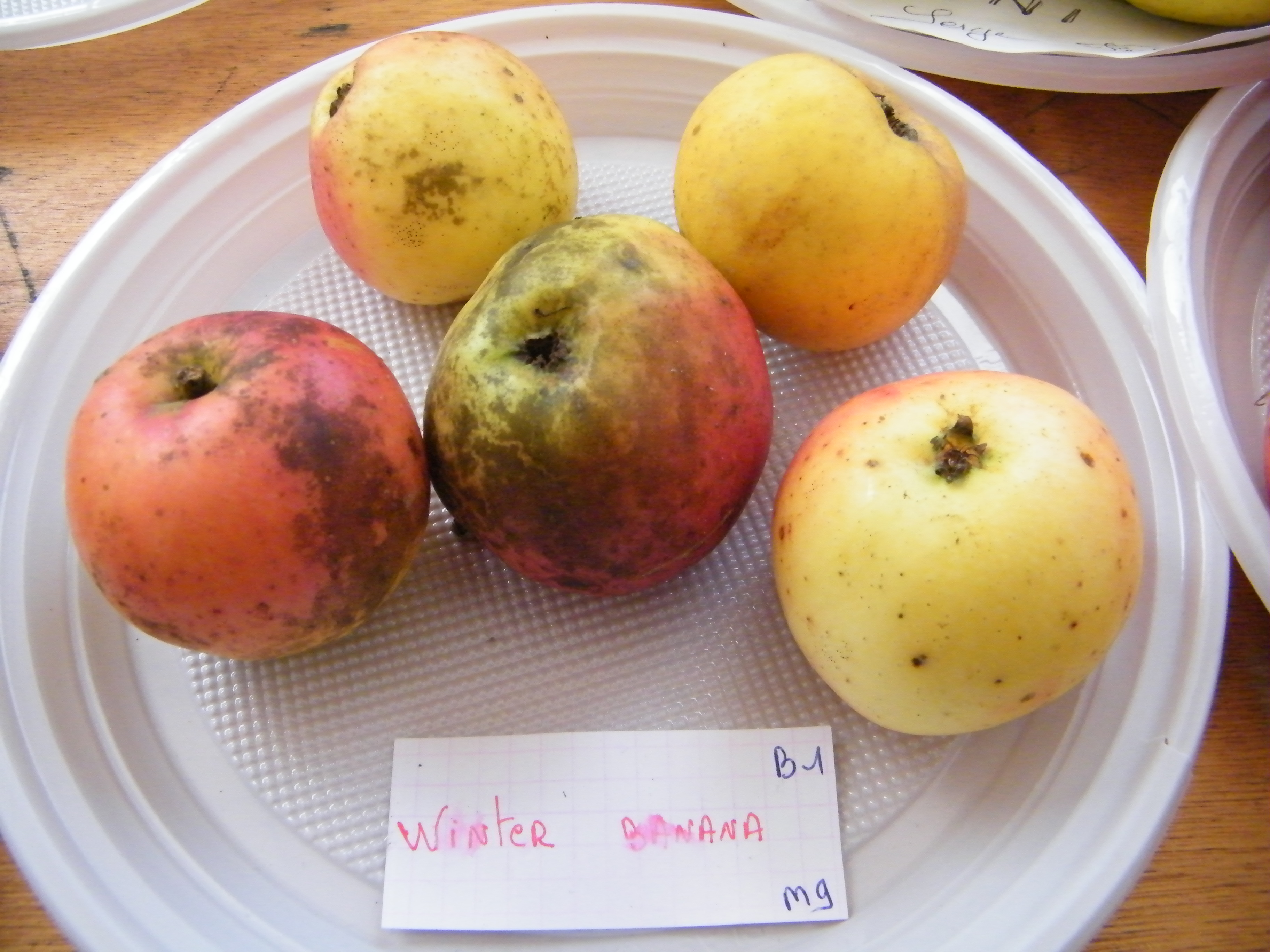
Fruits obtenus sans traitement.

Son nom botanique est Malus domestica Borkh winter banana.

## Origine
Winter Banana est une ancienne variété de pomme d'origine  américaine (Flory Farm, Cass County, Indiana, 1876). Il en existe de nombreuses variantes.
Cette variété populaire dans les années 1960 a peu à peu disparu car elle est sensible aux chocs et ne supporte donc pas le calibrage automatique. De plus, elle se conserve mal en chambre froide.

## Description
Le fruit à la peau cireuse jaune pâle, parsemée de rouge à l'insolation, est moyen à gros. Une « sorte de couture » en relief, caractéristique de la variété, traverse souvent le fruit de haut en bas.
La chair, parfois sèche, est jaune crème avec quelques zones verdâtres. Elle est ferme, très sucrée, tendre et très fine, acidulée, relevée, comme son nom l'indique, d'un parfum musqué rappelant celui de la banane.

## Pollinisation
Variété diploïde, donc participant à la pollinisation croisée.
Groupe pollinique : C (mi-saison)
Winter Banana est pollinisée par Calville blanc d'hiver, Esopus Spitzenburg, Fuji, Golden Delicious, Grenadier, James Grieve et c'est un bon pollinisateur pour Idared. La meilleure association se fait avec Red Delicious car la pollinisation est réciproque.

## Susceptibilités aux maladies
- Tavelure : très susceptible[3]
- Mildiou : très susceptible
- Rouille : très susceptible
- Feu bactérien : très susceptible

## Culture
L'arbre est très fertile mais sans grande vigueur. Il réussit idéalement en cordon mais en région chaude car cette pomme est sensible au froid.
La variété est susceptible aux principales maladies du pommier, donc très peu recommandée pour les petits jardins familiaux où les traitements ne sont pas systématiques.
Récolte dans la seconde quinzaine d’octobre et jusqu’à novembre. Consommation jusqu’en janvier.
Cette variété dispose d'une grande compatibilité de greffage avec de nombreuses variétés de pommier mais aussi de poirier. Elle est donc souvent utilisée lorsqu'il est nécessaire de surgreffer.

## Synonymes
- "Banane d'Hiver"
- "Flory"